# 科坦
科坦（法語：Cottun，法語發音：[kɔtœ̃] ⓘ）是法国卡尔瓦多斯省的一个市镇，位于该省西北部，属于巴约区。

## 地理
科坦（49°16'19"N, 0°47'36"W）面积3.77 平方千米，位于法国诺曼底大区卡爾瓦多斯省，该省份为法国西北部沿海省份，北濒大西洋英吉利海峡，东北与滨海塞纳省以海上边界相接，东临厄尔省，南至奧恩省，西与芒什省接壤。
与科坦接壤的市镇（或旧市镇、城区）包括：巴尔伯维尔、康皮尼、克鲁艾、屈西、朗希、贝桑地区图尔。

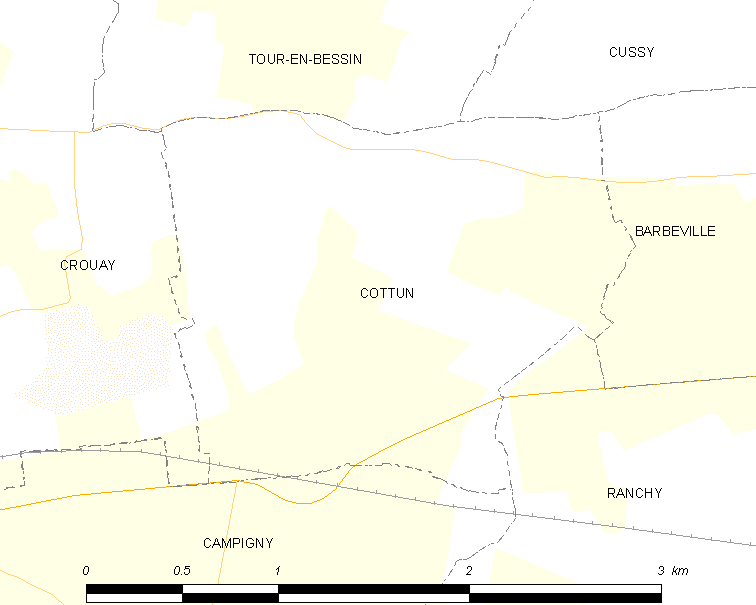
科坦的OSM定位图

科坦的时区为UTC+01:00、UTC+02:00（夏令时）。

## 行政
科坦的邮政编码为14400，INSEE市镇编码为14184。

## 政治
科坦所属的省级选区为巴约县。

## 人口

1962-2008年间科坦人口变化图示

科坦于2022年1月1日时的人口数量为232人。